# Go (Rare Folk)
Go è un album musicale della band spagnola di musica folk Rare Folk, pubblicato nel 2011 dall'etichetta Fusion Art.

## Tracce
1. Sigue Buscando – 4:52
2. Infornografía – 3:48
3. Drum&Breakfast – 5:37
4. Septiembre – 6:28
5. Autumn – 3:37
6. O Mais Bonito – 2:35
7. La Chati – 5:20
8. Imposible – 3:53
9. No Dreaming – 4:39
10. Siete Puntas – 2:26
11. The Sea Shepherd – 4:37
12. Automatik – 4:43